# 羅馬尼亞國徽
羅馬尼亞國徽係根據羅馬尼亞王國於1922年至1947年間所使用之徽章為基礎設計，並於1992年9月10日由該國國會採用為該國國徽。
國徽的主體由啣著十字架，兩爪分別持鎚及劍的金鷹所構成，在其上的盾樣被分成五塊，分別代表羅馬尼亞的構成。2016年加上了羅馬尼亞鋼冠。
徽章的三種主要顏色：紅、藍、黃，分別與該國國旗相互輝映。

## 盾樣的意義
- 金鷹（左上）：代表瓦拉幾亞公國
- 原牛（右上）：代表摩爾多瓦
- 獅子與橋（左下）：巴納特及奧爾特尼亞
- 海豚（中下）：代表多布羅加
- 黑鷹、七座城堡、太陽、月亮（右下）：代表特兰西瓦尼亚

## 历史

### 罗马尼亚历史上的国徽

#### 瓦拉几亚

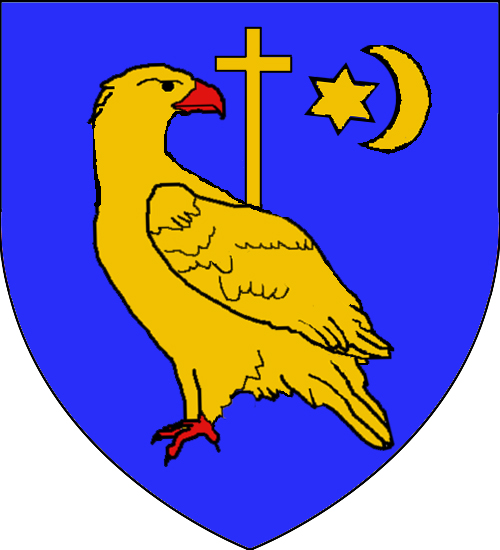
瓦拉几亚
瓦拉几亚
瓦拉几亚
瓦拉几亚

#### 比萨拉比亚

比萨拉比亚
比萨拉比亚
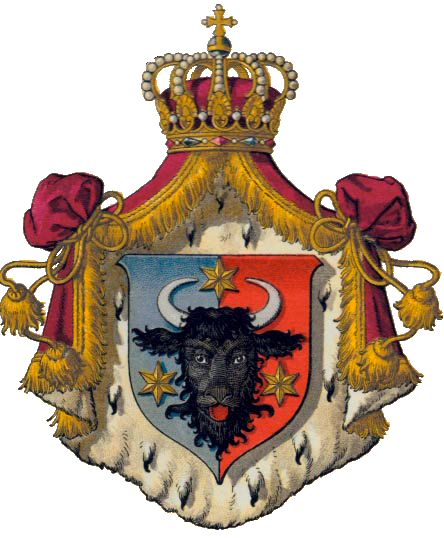
布科维纳
布科维纳

#### 特兰西瓦尼亚

奥斯曼帝国属特兰西瓦尼亚公国
特兰西瓦尼亚公国
特兰西瓦尼亚
特兰西瓦尼亚

### 罗马尼亚联合公国和罗马尼亚王国

罗马尼亚联合公国（1859年－1881年）
罗马尼亚联合公国（1862年－1872年）
罗马尼亚王国（1881年－1947年）小国徽
罗马尼亚王国（1881年－1947年）中国徽
罗马尼亚王国（1881年－1947年）大国徽
罗马尼亚王国（1881年－1947年）

### 罗马尼亚人民共和国及罗马尼亚社会主义共和国

罗马尼亚人民共和国 (1948年1月到3月)
罗马尼亚人民共和国 (1948-1952)
罗马尼亚人民共和国 (1952-1965)
罗马尼亚社会主义共和国国徽 (1965-1989)

罗马尼亚社会主义共和国国徽，呈椭圆形，中间绘有太阳、森林、石油井、矿山。太阳象征蒸蒸日上，森林象征林木资源，矿山象征矿产资源，石油井象征石油资源，麦穗象征农业，捆绑的三色绶带上写有国名，红星象征共产主义。1989年齐奥塞斯库倒台后被废除。

### 罗马尼亚

罗马尼亚实际国徽 (1990-1992)
罗马尼亚国徽 (1992-2016)

### 其他徽章

布加勒斯特市徽
罗马尼亚武装部队海军徽章